# Marwan al-Shehhi
Marwan Yousef Mohamed Rashid Lekrab al-Shehhi (tiếng Ả Rập: مروان يوسف محمد رشيد لكراب الشحي, Marwān Yūsuf Muḥammad Rashīd Lekrāb ash-Sheḥḥī, cũng được phiên âm là Alshehhi; 9 tháng 5 năm 1978 – 11 tháng 9 năm 2001) là một kẻ khủng bố thuộc al-Qaeda người Tiểu vương quốc Ả Rập thống nhất. Al-Shehhi là không tặc chiếm quyền Chuyến bay 175 của United Airlines, và đâm chiếc Boeing 767 vào Tháp Nam của Trung tâm Thương mại Thế giới trong vụ tấn công ngày 11 tháng 9. Al-Shehhi là một trong năm tên không tặc trên chiếc máy bay và một trong hai người Emiratis tham gia các cuộc tấn công, người còn lại là Fayez Banihammad, người đã đóng vai trò giúp đỡ để cướp chiếc máy bay này.
Al-Shehhi là một sinh viên từ Các Tiểu vương quốc Ả Rập Thống nhất chuyển đến Đức vào năm 1996 và nhanh chóng trở thành bạn thân với Mohamed Atta, Ziad Jarrah và Ramzi bin al-Shibh, thành lập phòng Hamburg. Hai người đã cùng tuyên thệ hy sinh cuộc sống của mình để tử vì đạo, và họ đã trở thành thủ lĩnh của vụ tấn công ngày 11 tháng 9. Cuối năm 1999, al-Shehhi, Atta, Jarrah và bin al-Shibh đã đến các trại huấn luyện khủng bố ở Afghanistan và gặp Osama bin Laden, và đã được bin Laden tuyển mộ, trở thành bốn thành viên phòng Hamburg thực hiện các cuộc tấn công ở Hoa Kỳ. Al-Shehhi đến Hoa Kỳ vào tháng 5 năm 2000, một tháng trước Atta. Atta, Al-Shehhi và Jarrah đã được đào tạo thành phi công ở Florida tại Huffman Aviation, nhận giấy phép phi công thương mại vào tháng 12 năm 2000 và tháng 1 năm 2001 từ FAA.
Al-Shehhi đã dành thời gian dài chuẩn bị cho cuộc tấn công, chẳng hạn như gặp gỡ các nhà tổ chức hoạch định quan trọng ở nước ngoài, hỗ trợ sự xuất hiện của không tặc trên các chuyến bay khác và đi trên các chuyến bay giám sát để xác định chi tiết về cách thức không tặc sẽ diễn ra. Vào ngày 9 tháng 9 năm 2001, Al-Shehhi đi từ Florida đến Boston, nơi anh ở tại khách sạn Milner cho đến ngày 11 tháng 9. Sau khi lên chuyến bay 175 của United Airlines tại Sân bay Quốc tế Logan, al-Shehhi và 4 tên không tặc khác đã đợi 30 phút trong chuyến bay để thực hiện cuộc tấn công, sau đó cho phép al-Shehhi chiếm quyền điều khiển với tư cách là phi công và 17 phút sau khi Mohamed Atta đã cố tình đâm chuyến bay 11 của American Airlines vào Tòa Tháp Bắc, al-Shehhi đã điều khiển chiếc máy bay và cố tình đâm nó vào Tòa Tháp Nam của Trung tâm Thương mại Thế giới lúc 9:03 sáng. Ở tuổi 23, Al-Shehhi là phi công không tặc trẻ nhất tham gia các cuộc tấn công 11/9. Vụ va chạm của chiếc Boeing 767 hoạt động với tên gọi United 175 vào Tháp Nam đã được truyền trực tiếp trên truyền hình khi nó xảy ra. Vụ va chạm này đã giết chết tất cả 60 người trên chiếc máy bay (chưa bao gồm 5 kẻ không tặc) và gây ra cái chết của hơn 900 người dẫn đến sự sụp đổ của Tòa Tháp Nam. Lúc 9:59, sau 56 phút bốc cháy, tòa nhà chọc trời 110 tầng này đã sụp đổ, giết chết hàng trăm người, trong đó có khoảng 900 nhân viên văn phòng và những người cứu trợ đầu tiên.